# Испанская актриса для русского министра
«Испанская актриса для русского министра» (исп.: Mi ministro ruso, досл.: Мой русский министр) — советско-испанский художественный фильм 1990 года.

## Сюжет
Советский учитель физкультуры отправляется в турпоездку на родину своего отца в Испанию. Попав на банкет, знакомится с испанской актрисой. Новые друзья в шутку представляют его русским министром кино.

## В ролях
- Виктория Вера — Анхела
- Сергей Газаров — Михаил Альбертович
- Армен Джигарханян — Павел Матвеевич
- Борислав Брондуков — Еремей
- Григорий Лямпе — режиссёр
- Борис Сморчков — Вася
- Игорь Слободской
- Сергей Никоненко — Чапаев
- Наталья Фатеева — камео
- Алексей Ванин — член комиссии
- Леонид Куравлёв — Степанов

## Съёмочная группа
- Автор сценария: Себастьян Аларкон, Александр Адабашьян
- Режиссёр: Себастьян Аларкон
- Оператор: Михаил Агранович
- Художник: Себастьян Аларкон
- Художник по костюмам: Наталья Дзюбенко

## Критика
Неужели и у нас, наконец, научились снимать развлекательные фильмы? Ответ на этот вопрос, возможно, получат зрители, попавшие на сеанс фильма Себастьяна Аларкон а «Испанская актриса для русского министра». До сих пор Себастьян Аларкон был известен прежде всего как режиссер политического кинематографа. Его были отчетливо идеологичны. Тем большей неожиданностью стала его новая работа — комедия «Испанская актриса для русского министра».
Уж сколько раз тема «наши туристы за кордоном» была мишенью для анекдотов и сатирических реприз. Ан, нет: авторы «Испанской актрисы…» извлекают из нее целый каскад уморительных гэгов и парадоксальных ситуаций. И хотя время от времени в фильме появляются грустные, драматические нотки, они не мешают актерскому ансамблю играть в броских традициях комедии масок…

Камера оператора Михаила Аграновича, словно вобрав в себя теплое испанское солнце, наполняет кадр светлым ощущением веселого красочного карнавала. Картина снята в хорошем комедийном темпе, без срывов в сторону дурного вкуса. Мне кажется, что в итоге получилась одна из самых заметных развлекательных кинолент последних лет, отмеченная профессионализмом европейского уровня.— кинокритик Александр Фёдоров